# 穆荫
穆蔭（?—1872年1月23日），字清軒，托和絡氏，满洲正白旗人，晚清大臣。咸豐元年，命以五品京堂候補，在军机大臣上學習行走。1860年，英法聯軍佔領天津，兵部尚书穆蔭與怡親王載垣授命為钦差大臣，赴通州與英法聯軍和談。談判失敗，清政府扣押英法談判代表巴夏禮等三十九人，導致英法聯軍進逼北京。穆蔭欽差大臣職務被撤，與咸丰帝逃往熱河，躲進避暑山莊。1861年，咸豐死，與肃顺等授命為輔政大臣。同年，慈安太后、慈禧太后與恭親王奕訢發動「辛酉政变」，八大臣被撤職，肅順、載垣、端华被杀，穆蔭以「在軍機大臣上行走最久，班次在前，情節尤重」，被撤銷職務，發往新疆軍臺效力贖罪。同治三年（1864年），他足額捐贖，獲准釋放回家。後殁於家。

## 延伸阅读
[在维基数据编辑]
 《清史稿·卷387》，出自趙爾巽《清史稿》